# Saddle Creek Records
Saddle Creek Records — американский независимый звукозаписывающий лейбл, располагающийся в Омахе, штат Небраска, США.

## История
Лейбл создан Конором Обрестом и Джастином Оберстом в 1993 году под названием Lumberjack Records. Позднее руководство лейблом взяли на себя Роб Нансел (англ. Robb Nansel) и Майк Моджис (англ. Mike Mogis), которые впоследствии отошли от руководства, чтобы сконцентрироваться на записи и продюсировании. Лейбл назван в честь Сэдл-Крик-роуд (англ. Saddle Creek Road), улицы, которая проходит через восточную часть центра Омахи.
Изначально на лейбле записывались Конор Оберст (и сольные работы, и в составе Bright Eyes), Тим Кэшер (англ. Tim Kasher) (в составе Slowdown Virginia, Cursive и The Good Life) и другие музыканты. По названию студии они стали известны как «Creekers». Saddle Creek впервые появился на афише в слогане «Spend an evening with Saddle Creek» («Проведите вечер в компании Saddle Creek»). Впоследствии под эти названием был выпущен DVD-диск.
Saddle Creek был преобразован в акционерное общество. Дистрибуцией занялся Alternative Distribution Alliance, находящийся под опекой Warner Music Group. Saddle Creek Records стал основным лейблом, продвигающим стиль музыки «The Omaha Sound». Эклектический разнородный звук записывающихся на Saddle Creek достаточно просто объясняется историей лейбла: многие постоянные участники лейбла посещали одну и ту же начальную школу. Родственным в некотором смысле к Saddle Creek Records является лейбл Team Love, который был основан Конором Оберстом в 2004 году.
Лейбл открыл двери группам не из Омахи в 2001 году. Первыми стали Now It's Overhead и Sorry About Dresden. За ними последовали другие иногородние группы: Райло Кайли (англ. Rilo Kiley) из Лос-Анджелеса, Эрик Бахманн (англ. Eric Bachmann) — лидер Archers of Loaf и Crooked Fingers из Северной Калифорнии, Джордж Джеймс (англ. Georgie James) из Вашингтона, Two Gallants из Сан-Франциско и недавно присоединившееся Tokyo Police Club из Торонто.
В 2005 году публике был представлен подробный документальный фильм Spend An Evening with Saddle Creek о первых десяти годах деятельности лейбла. DVD включает эксклюзивные интервью с группами из Saddle Creek, архивные видео и редкие живые выступления.
8 июня 2007 лейбл открыл свой собственный клуб, место сбора, расположенный в деловой части Омахи.

## Группы
- Art in Manila
- Beep Beep
- Bright Eyes
- Criteria
- Cursive
- Eric Bachmann
- Georgie James
- The Good Life
- Ladyfinger (ne)
- Land of Talk
- Maria Taylor
- Mayday
- Neva Dinova
- Now It's Overhead
- Orenda Fink
- Sebastien Grainger
- Son, Ambulance
- Sorry About Dresden
- Tokyo Police Club
- Two Gallants

### Группы, покинувшие лейбл
- Azure Ray
- Broken Spindles
- Commander Venus
- Desaparecidos
- The Faint
- Gabardine
- Lullaby for the Working Class
- Park Ave.
- Polecat
- Rilo Kiley
- Slowdown Virginia
- Smashmouth
- We'd Rather Be Flying

## Компиляции
- Saddle Creek Records, A Sampler (1998)
- Saddle Creek 50 (2002)
- Lagniappe: A Saddle Creek Benefit for Hurricane Katrina (2005)

### Интервью
- Lazy-i Interview: August 2001 with Robb Nansel
- Lazy-i Interview: September 2004 with Rilo Kiley
- Lazy-i Interview: March 2005 with Robb Nansel and Jason Kulbel